# قائمة مذيعي شبكة الجزيرة الإعلامية
هذه قائمة بمذيعي شبكة الجزيرة الإعلامية، وهي مؤسسة إخبارية دولية مقرها الدوحة وتمولها الحكومة القطرية. في السنوات الأخيرة طورت شبكة الجزيرة حضورها في قطاع البث التلفزيوني الناطق باللغة الإنجليزية على مستوى العالم، أولاً بقناة الجزيرة الإنجليزية ثم بشراء قناة كَرنت تي في [الإنجليزية]، مما أدى إلى إطلاق قناة الجزيرة أمريكا من الولايات المتحدة في عام 2013.
تشمل هذه القائمة المذيعين الحاليين والسابقين.

## الجزيرة الإنجليزية
- إليزابيث بورانام [الإنجليزية]
- دارين أبو غيدا
- هاشم أهل برا
- تشارلي أنجيلا
- وينستون مورفي
- مليكة بلال [الإنجليزية]
- مروان بشارة
- ريتشيل كاري
- نيك كلارك
- ستيفن كول
- بيتر دوبي
- جين داتون [الإنجليزية]
- غيدا فخري
- أدريان فينيجان [الإنجليزية]
- مارتين دينيس [الإنجليزية]
- ليزا فليتشر [الإنجليزية]
- إيفرتون فوكس [الإنجليزية]
- ستيف جيسفورد [الإنجليزية]
- عمران جاردا [الإنجليزية]
- ليلى الحراق
- توني هاريس
- مهدي حسن
- فوزية إبراهيم [الإنجليزية]
- دارين جوردن
- رضوان خان
- هاميش ماكدونالد (صحفي)
- جولي ماكدونالد [الإنجليزية]
- رحيلة محمد
- روب ماكلوي [الإنجليزية]
- هلا محي الدين [الإنجليزية]
- تيمور نبيلى
- أناند نايدو
- مريم نيمازي
- فيمي أوكي [الإنجليزية]
- راجح عمر
- مارغا أورتيغاس [الإنجليزية]
- شهناز باكرافان
- أماندا بالمر
- فيرونيكا بيدروسا [الإنجليزية]

- بارنابي فيليبس
- فيصل القاسم
- روب رينولدز
- آندي ريتشاردسون [الإنجليزية]
- جوش روشينق
- مالين سعيد
- كامال سانتاماريا
- شاكونتالا سانثيران
- نيك شيفرين [الإنجليزية]
- مارك سيدون [الإنجليزية]
- باربرا سيرا
- شيرين تادرس [الإنجليزية]
- لورين تايلور
- فولي باه ثيبو
- سيريل فانييه
- سيباستيان وكر [الإنجليزية]
- سامي زيدان
- ساندرا جاثمان

## الجزيرة أمريكا
- جوش بيرنشتاين [الإنجليزية]
- جوناثان بيتز [الإنجليزية]
- كريس بيري
- ريتشيل كاري [الإنجليزية]
- ميليسا تشان
- جوي تشين [الإنجليزية]
- إيبوني ديون
- ليزا فليتشر [الإنجليزية]
- جامي فلويد [الإنجليزية]
- لوري جين جليهة [الإنجليزية]
- توني هاريس
- مارك لامونت هيل
- شيلا ماكفيكار [الإنجليزية]
- ديف ماراش [الإنجليزية]
- آدم ماي
- نيكول ميتشيل
- أنطونيو مورا
- سوليداد أوبراين
- فيمي أوكي [الإنجليزية]
- راندال بينكستون [الإنجليزية]
- كريستوف بوتزيل
- أشحر قريشي
- مورغان رادفورد
- جوش روشينق
- روكسانا صابري
- كارا سانتا ماريا
- نيك شيفرين [الإنجليزية]
- جون سيجنثالر
- مايكل شور
- ديفيد شوستر [الإنجليزية]
- جون هنري سميث
- راي سواريز
- ستيفاني ساي [الإنجليزية]
- علي فيلشي
- مايك فيكويرا [الإنجليزية]
- سيباستيان وكر [الإنجليزية]
- إيمي والترز [الإنجليزية]
- جاكوب وارد

## روابط خارجية
- AlJazeera.net (بالعربية) الموقع الرسمي لشبكة الجزيرة الإعلامية
- الموقع الرسمي لقناة الجزيرة الإنجليزية
- الموقع الرسمي لقناة الجزيرة أمريكا